# Liberty City (Texas)
Liberty City è un census-designated place degli Stati Uniti d'America situato nella contea di Gregg dello Stato del Texas.
La popolazione era di 8.397 persone al censimento del 2010.

## Geografia fisica
Liberty City è situata a 32°27′05″N 94°56′34″W (32.451388, -94.942781).
Secondo lo United States Census Bureau, ha un'area totale di 3,9 miglia quadrate (10 km²).

## Società

### Evoluzione demografica
Secondo il censimento del 2000, c'erano 1.935 persone, 690 nuclei familiari e 569 famiglie residenti nella città. La densità di popolazione era di 493,0 persone per miglio quadrato (190,6/km²). C'erano 747 unità abitative a una densità media di 190,3 per miglio quadrato (73,6/km²). La composizione etnica della città era formata dal 93,02% di bianchi, il 4,50% di afroamericani, lo 0,36% di nativi americani, lo 0,16% di asiatici, l'1,03% di altre razze, e lo 0,93% di due o più etnie. Ispanici o latinos di qualunque razza erano il 2,69% della popolazione.
C'erano 690 nuclei familiari di cui il 41,3% aveva figli di età inferiore ai 18 anni, il 67,8% aveva coppie sposate conviventi, il 10,4% aveva un capofamiglia femmina senza marito, e il 17,5% erano non-famiglie. Il 14,5% di tutti i nuclei familiari erano individuali e il 7,0% aveva componenti con un'età di 65 anni o più che vivevano da soli. Il numero di componenti medio di un nucleo familiare era di 2,80 e quello di una famiglia era di 3,09.
La popolazione era composta dal 28,5% di persone sotto i 18 anni, l'8,2% di persone dai 18 ai 24 anni, il 27,8% di persone dai 25 ai 44 anni, il 24,4% di persone dai 45 ai 64 anni, e l'11,2% di persone di 65 anni o più. L'età media era di 36 anni. Per ogni 100 femmine c'erano 92,7 maschi. Per ogni 100 femmine dai 18 anni in giù, c'erano 92,2 maschi.
Il reddito medio di un nucleo familiare era di 55.000 dollari, e quello di una famiglia era di 55.913 dollari. I maschi avevano un reddito medio di 36.250 dollari contro i 22.880 dollari delle femmine. Il reddito pro capite era di 20.443 dollari. Circa l'1,5% delle famiglie e l'1,9% della popolazione erano sotto la soglia di povertà, incluso l'1,7% di persone sotto i 18 anni enessuno di 65 anni o più.